# Cummins
Cummins Inc. è un'azienda con sede a Columbus, Indiana (Stati Uniti), che si occupa di produzione, ideazione, distribuzione e manutenzione di motori diesel, a gas naturale e tecnologia correlate. Possiede circa 500 distributori, indipendenti o diretti, e circa 5200 rivenditori in più di 160 stati in tutto il mondo.

## Storia

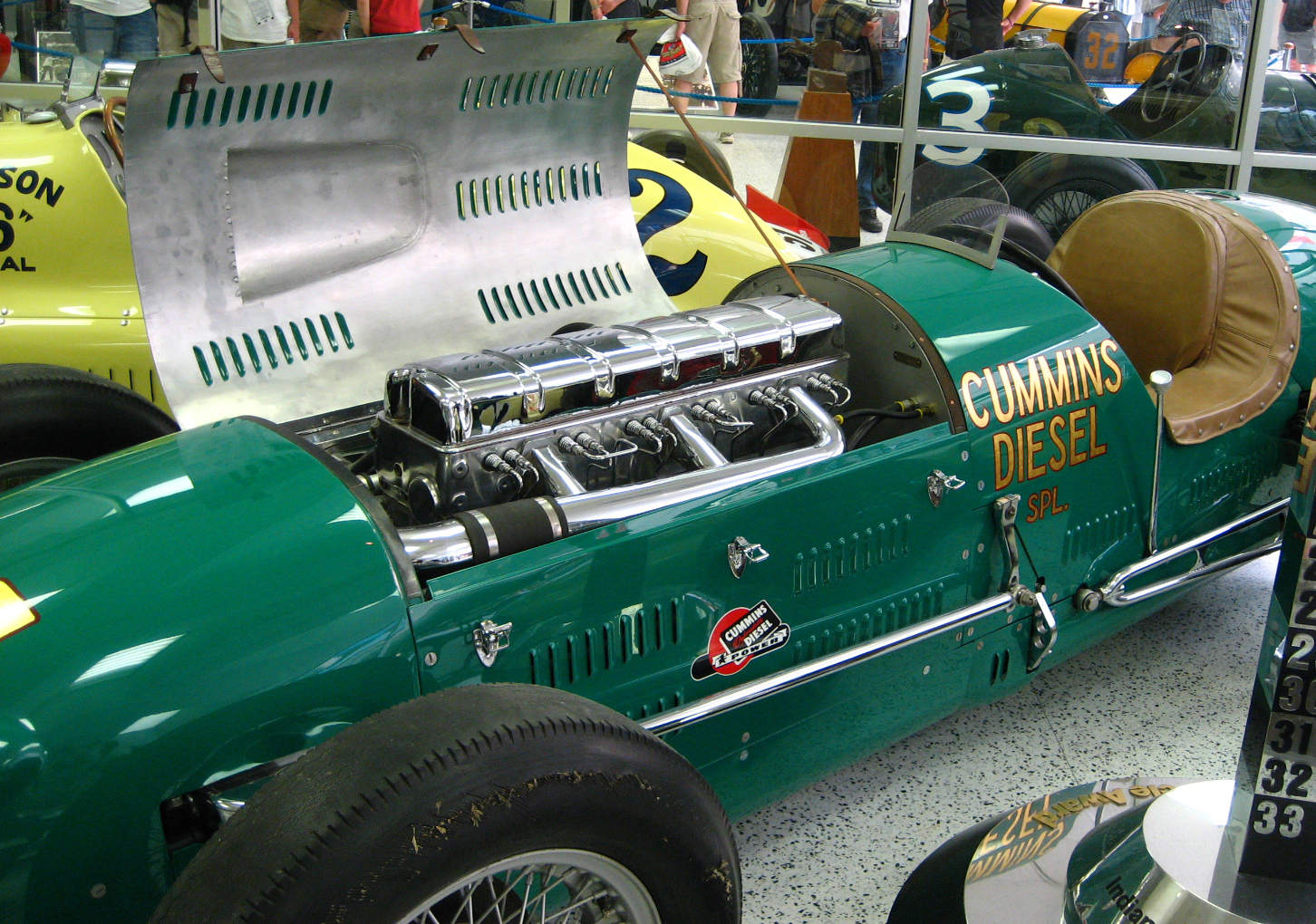
Un motore Cummins su una auto da corsa del 1952

L'azienda prende il nome dall'inventore Clessie Cummins, che nel 1918 fondò l'azienda grazie al denaro dell'investitore William Irwin.

## Aziende sussidiarie

### Cummins Turbo Technologies (exHolset)
Azienda inglese che si occupa della produzione di turbocompressori, acquisita da Cummins nel 1973.

### Cummins Filtration (exFleetguard)
Azienda statunitense, che si occupa della produzione di filtri per motori (filtri olio, aria, gasolio); è stata acquisita da Cummins nel 2006, ma i suoi prodotti portano ancora il vecchio marchio Fleetguard.

### Cummins Emission Solutions (exNelson)
Azienda statunitense che si occupa della produzione di sistemi per la riduzione delle emissioni di gas di scarico.

### Cummins Power Generation (exOnan)
Azienda produttrice di generatori elettrici.

## Prodotti

### Motori
- Serie A
  - I3 - 0.9/1.4/1.7 L
  - I4 - 2.0/2.3 L
  - I6 - 3.4 L
- Serie B/ISB
  - I4 - 3.3/3.9/4.5 L
  - I6 - 5.9/6.7 L (utilizzato in molti scuola bus americani, nel Dodge Ram e nel Dennis Dart)
- Serie C/ISC
  - C8.3 I6 - 8.3 L
  - ISC I6 - 8.3 L
- Serie L/ISL
  - ISL I6 - 8.9 L
  - L10 I6 - 10.0 L
- Serie M/M11/ISM
  - I6 - 10.8 L (Usato nel Dennis Trident 3 e nel Calgary Transit D60LFR)
- Serie N
  - NH 220 I6 - 12.2L
  - NH/NT 855 I6 - 14.0 L
  - N14 I6 - 14.0 L
- Serie X/ISX/Signature 600
  - I6 - 14.9 L
- Serie K/QSK
  - K19 I6 - 19 L
  - K38 V12 - 38 L
  - K50 V16 - 50 L
  - QSK19 I6 - 19 L
  - QSK23 I6 - 23 L
  - QSK45 V12 - 45 L
  - QSK50 V16 - 50 L
  - QSK60 V16 - 60 L
  - QSK78 V18 - 78 L
  - QSK95 V16 - 95 L
- Serie V/VT
  - V6 - 5.7/5.8/6.2 L (VIM/VAL)
  - V8 - 7.7/8.3/9.1 L (VINE/VALE)
  - V8 - 14.8 L
  - V12 - 28 L (V28)
- Serie Z/ISZ
  - I6 - 13 L